# 2013년 세계 펜싱 선수권 대회
제60회 세계 펜싱 선수권 대회는 국제 펜싱 연맹(FIE) 주관으로 2013년 8월 5일에서 12일까지 헝가리 부다페스트에서 열린 국제 펜싱 대회이다.